# Northampton (comté de Fulton, New York)
Pour les articles homonymes, voir Northampton (homonymie).
Ne doit pas être confondu avec Northampton (comté de Suffolk, New York).
Northampton est une ville située dans le comté de Fulton, dans l'État de New York, aux États-Unis. En 2010, elle comptait une population de 2 670 habitants.

## Démographie
Lors du recensement de 2010, la ville comptait une population de 2 670 habitants. Elle est estimée, en 2014, à 2 605 habitants.